# عدم الكفاءة العسكرية
إن عدم الكفاءة العسكرية تشير إلى حالات عدم الكفاءة والفشل في المنظومات العسكرية، سواء بسبب وجود أفراد غير أكفاء أو ثقافة مؤسسية معيبة،
إذ يُمكن للحالات الفردية من عدم الكفاءة الشخصية أن يكون لها آثار كبيرة على المنظومات العسكرية على نحو غير متناسب. كذلك قد تتيح التسلسلات الهرمية الصارمة في القيادة الفرصة لقرارٍ واحد أن يوجه عمل الآلاف، في حين قد تساعد الثقافة المؤسسية المتمسكة باتباع الأوامر دون نقاش في إنفاذ القرارات السيئة أو القرارات التي تم نقلها بطريقة خاطئة بدون الطعن عليها أو تصحيحها.
ومع هذا، ففي أكثر الحالات شيوعًا تُعزى cases of “عدم الكفاءة العسكرية” إلى وجود ثقافة مؤسسية معيبة. ولعل أبرز الأمثلة على هذا هو الاتجاه المحافظ والتقليدي، عندما يتم تجاهل الأفكار المبتكرة أو التقنيات الجديدة وعدم تجربتها. كما يشيع الميل إلى الاعتقاد بأن أي مشكلة يُمكن حلها “بشكل أفضل” عن طريق استخدام أحد الحلول السابقة -وإن فشلت -، فحل يتضمن عددًا كبيرًا من الرجال والقوة العسكرية، أو ببساطة حل أكثر حماسية. في كثير من الأحيان يمنع نظام التسلسل الهرمي الصارم من نقل السلطة إلى صغار القادة، بل يُمكنه أن يشجع على الإدارة التفصيلية بين كبار الضباط.
توفِّر طبيعة الحرب عوامل عدة من شأنها أن تؤدي إلى تفاقم هذه الآثار؛ فمثلاً تعني ضبابية الحروب أن المعلومات التي تأتي عن قوات العدو تكون في كثير من الأحيان قاصرة وغير دقيقة، مما يجعل من السهل على العملية المخابراتية تأويل هذه المعلومات لتتفق مع الافتراضات القائمة أو لتتلائم مع توقعاتهم وتصوراتهم المسبقة. كما تتدهور الاتصالات في ساحات القتال بسبب التشويش على تدفق المعلومات بين القادة والوحدات المقاتلة، مما يجعل من الصعب الاستجابة للتغيرات الحادثة في المشهد.
وبعد توقف العمليات، غالبًا ما تفشل المنظومة العسكرية في الاستفادة من التجربة على نحوٍ فعَّال. ففي حالة النصر، تبدو الأساليب المستخدمة أيًا كانت - ومهما قيل عن عدم كفاءتها - مبررة، بينما في حالة الهزيمة، يكون هناك اتجاه لاختيار كبش فداء وغض الطرف عن النظر تفصيلاً في الأسباب الشاملة التي أدت إلى الهزيمة.

## أمثلة لعدم الكفاءة العسكرية
- قائمة بالأخطاء العسكرية الفادحة

### كتابات أخرى
- Cohen, Eliot A. Military Misfortunes: The Anatomy of Failure in War. Free Press 2005 ISBN 978-0-7432-8082-2
- David, Saul. Military Blunders: The How and Why of Military Failure. Robinson, 1997 ISBN 1-85487-918-9
- Dixon, Norman F. On the Psychology of Military Incompetence. Jonathan Cape Ltd 1976 / Pimlico 1994
- Dunnigan, James, and Nofi, Albert. Shooting Blanks: War Making That Doesn't Work. William Morrow and Company, 1991 ISBN 0-688-08947-X
- Fair, Charles. From the Jaws of Victory: A History of the Character, Causes and Consequences of Military Stupidity, from Crassus to Johnson and Westmoreland. Simon & Schuster, 1961. ISBN 671-20997-3